# Amancey
Amancey település Franciaországban, Doubs megyében. Lakosainak száma 731 fő (2022. január 1.). Amancey Fertans, Flagey és Déservillers községekkel határos.

## Népesség
A település népességének változása:
| Lakosok száma | 461  | 505  | 535  | 627  | 664  | 670  | 687  | 704  | 706  | 731  |
|               | 1968 | 1982 | 1990 | 2006 | 2013 | 2015 | 2017 | 2019 | 2020 | 2022 |